# La Magie du rangement
La Magie du rangement est un succès d'édition de Marie Kondō, vendu à plus de deux millions d'exemplaires à travers le monde, relatant une méthode de rangement d'intérieur.

## Résumé
Dans son ouvrage, Marie Kondo développe une méthode nommé « KonMari » (issu de son prénom et de son nom) selon le principe d'un art de vivre basé sur le minimalisme. Parmi les conseils, deux actions essentielles sont mises en évidence : le tri (vêtements, livres, papiers administratifs, objets divers, objets à valeur sentimentale et souvenirs) et jeter les objets superflus qui « n'apportent pas de joie ».
Sorti en 2011, le best-seller est vendu à plus de deux millions d’exemplaires, traduit en 35 langues, et été adapté en série documentaire sur Netflix en janvier 2019. Dans la série Netflix, Marie Kondo prône ses conseils auprès de familles américaines.